# Drents-Friese Wold & Leggelderveld
De Drents-Friese Wold & Leggelderveld is één Nederlands Natura 2000-gebied met de classificatie 'hogere zandgronden' (gebiedsnummer 27). Het gebied bestaat uit het Nationaal Park Drents-Friese Wold plus het Leggelderveld die elk op een eigen pagina zijn beschreven.

De gebieden ligt in de provincies Drenthe (grotendeels) en Friesland, in de buurt van de gemeenten Midden-Drenthe, Ooststellingwerf, Westerveld.

Drents-Friese Wold & Leggelderveld' hebben geen directe aangrenzende Natura 2000-gebieden.

Het Drents-Friese Wold vormt een afwisselend landschap met naaldbossen, stuifzanden, heidevelden, jeneverbesstruwelen, heischrale graslanden, zwak gebufferde vennen en loofbossen. Het stuifzand komt vooral voor op het Aekingerzand. In Berkenheuvel komen uitgestrekte kraaiheidebegroeiingen voor. Het Doldersummerveld en het Wapserzand zijn twee grote heideterreinen met vochtige en natte heide met vennetjes.
Het Leggelderveld bestaat uit natte heiden, pioniervegetatie met snavelbiezen en heischraal grasland.